# أندرو إيفانز
أندرو إيفانز (بالإنجليزية: Andrew Evans)‏ هو قس وسياسي أسترالي، ولد في 17 يونيو 1935 في الهند. حزبياً، نشط في حزب العائلة أولًا ‏. وقد انتخب عضو مجلس جنوب أستراليا التشريعي وقد انضم خلال فترته النيابية (9 فبراير 2002 – 3 يوليو 2008) للكتلة البرلمانية حزب العائلة أولًا ‏.